# Aiwo

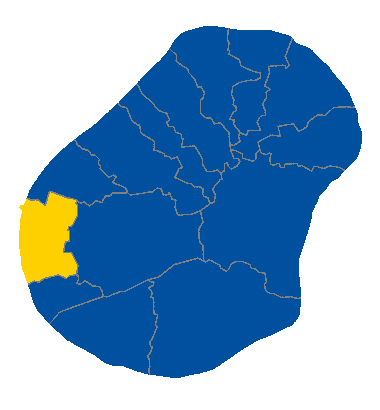
Aiwo nằm trong Nauru.

Aiwo (đôi khi gọi là Aiue, thời kỳ đầu Yangor) là một quận của đảo quốc Thái Bình Dương Nauru. Quận thuộc Đơn vị bầu cử Aiwo.
Quận nằm ở phía tây của đảo quốc. Diện tích quận là 1,1 km2 (0 dặm vuông Anh) với dân số 1.300. Aiwo thi thoảng được gọi là thủ đô không chính thức của Nauru vì đất nước này không có thủ đô chính thức, tuy nhiên Yaren thường được coi là thủ đô không chính thức hơn.